# Abarema killipii
Abarema killipii là một loài rau đậu thuộc họ Fabaceae. Loài này có ở Colombia và Ecuador.